# 35e Primetime Emmy Awards
De 35e Primetime Emmy Awards, waarbij prijzen werden uitgereikt in verschillende categorieën voor de beste Amerikaanse televisieprogramma's die in primetime werden uitgezonden tijdens het televisieseizoen 1982-1983, vond plaats op 18 september 1983 in het Pasadena Civic Auditorium in Pasadena, Californië.

## Winnaars en nominaties - televisieprogramma's
(De winnaars staan bovenaan in vet lettertype.)

#### Dramaserie
(Outstanding Drama Series)
- Hill Street Blues
  - Cagney & Lacey
  - Fame
  - Magnum, P.I.
  - St. Elsewhere

#### Komische serie
(Outstanding Comedy Series)
- Cheers
  - Buffalo Bill
  - M*A*S*H
  - Newhart
  - Taxi

#### Miniserie
(Outstanding Limited Series)
- The Life and Adventures of Nicholas Nickleby
  - Smiley's People
  - The Thorn Birds
  - The Winds of War
  - To Serve Them All My Days

#### Varieté-, Muziek- of komische show
(Outstanding Variety, Music or Comedy Program)
- Motown 25: Yesterday, Today, and Forever
  - The Kennedy Center Honors: A Celebration of the Performing Arts
  - SCTV Network 90
  - The Tonight Show Starring Johnny Carson
  - The 37th Annual Tony Awards

## Winnaars en nominaties - acteurs

### Hoofdrollen

#### Mannelijke hoofdrol in een dramaserie
(Outstanding Lead Actor in a Drama Series)
- Ed Flanders als Donald Westphall in St. Elsewhere
  - William Daniels als Mark Craig in St. Elsewhere
  - John Forsythe als Blake Carrington in Dynasty
  - Tom Selleck als Thomas Magnum in Magnum, P.I.
  - Daniel J. Travanti als Frank Furillo in Hill Street Blues

#### Mannelijke hoofdrol in een komische serie
(Outstanding Lead Actor in a Comedy Series)
- Judd Hirsch als Alex Reiger in Taxi
  - Alan Alda als Benjamin Franklin Pierce in M*A*S*H
  - Dabney Coleman als Bill Bittinger in Buffalo Bill
  - Ted Danson als Sam Malone in Cheers
  - Robert Guillaume als Benson DuBois in Benson

#### Mannelijke hoofdrol in een miniserie
(Outstanding Lead Actor in a Limited Series or a Special)
- Tommy Lee Jones als Gary Mark Gilmore in The Executioner's Song
  - Robert Blake als James Riddle 'Jimmy' Hoffa in Blood Feud
  - Roger Rees als Nicholas Nickleby in The Life and Adventures of Nicholas Nickleby
  - Alec Guinness als George Smiley in Smiley's People
  - Richard Chamberlain als Ralph de Bricassart in The Thorn Birds

#### Vrouwelijke hoofdrol in een dramaserie
(Outstanding Lead Actress in a Drama Series)
- Tyne Daly als Mary Beth Lacey in Cagney & Lacey
  - Debbie Allen als Lydia Grant in Fame
  - Linda Evans als Krystle Carrington in Dynasty
  - Sharon Gless als Christine Cagney in Cagney & Lacey
  - Veronica Hamel als Joyce Davenport in Hill Street Blues

#### Vrouwelijke hoofdrol in een komische serie
(Outstanding Lead Actress in a Comedy Series)
- Shelley Long als Diane Chambers in Cheers
  - Nell Carter als Nell Harper in Gimme a Break!
  - Mariette Hartley als Jennifer Barnes in Goodnight, Beantown
  - Swoosie Kurtz als Laurie Morgan in Love, Sidney
  - Rita Moreno als Violet Newstead in Nine to Five
  - Isabel Sanford als Louise Jefferson in The Jeffersons

#### Vrouwelijke hoofdrol in een miniserie
(Outstanding Lead Actress in a Limited Series or a Special)
- Barbara Stanwyck als Mary Carson in The Thorn Birds
  - Angela Lansbury als Gertrude Vanderbilt Whitney in Little Gloria... Happy at Last
  - Mariette Hartley als Candy Lightner in M.A.D.D.: Mothers Against Drunk Drivers
  - Rosanna Arquette als Nicole Baker in The Executioner's Song
  - Ann-Margret als Lucile Fray in Who Will Love My Children?

### Bijrollen

#### Mannelijke bijrol in een dramaserie
(Outstanding Supporting Actor in a Drama Series)
- James Coco als Arnie in St. Elsewhere
  - Ed Begley jr. als Victor Ehrlich in St. Elsewhere
  - Michael Conrad als Phil Esterhaus in Hill Street Blues
  - Joe Spano als Henry Goldblume in Hill Street Blues
  - Bruce Weitz als Michael "Mick" Belker in Hill Street Blues

#### Mannelijke bijrol in een komische serie
(Outstanding Supporting Actor in a Comedy Series)
- Christopher Lloyd als Jim Ignatowski in Taxi
  - Nicholas Colasanto als Ernie Pantusso in Cheers
  - Danny DeVito als Louie De Palma in Taxi
  - Harry Morgan als Sherman T. Potter in M*A*S*H
  - Eddie Murphy als Various in Saturday Night Live

#### Mannelijke bijrol in een miniserie
(Outstanding Supporting Actor in a Limited Series or a Special)
- Richard Kiley als Paddy Cleary in The Thorn Birds
  - David Threlfall als Smike in The Life and Adventures of Nicholas Nickleby
  - Bryan Brown als Luke O'Neill in The Thorn Birds
  - Christopher Plummer als Archbishop Vittorio Contini-Verchese in The Thorn Birds
  - Ralph Bellamy als Franklin Delano Roosevelt in The Winds of War

#### Vrouwelijke bijrol in een dramaserie
(Outstanding Supporting Actress in a Drama Series)
- Doris Roberts als Cora in St. Elsewhere
  - Barbara Bosson als Fay Furillo in Hill Street Blues
  - Christina Pickles als Helen Rosenthal in St. Elsewhere
  - Madge Sinclair als Ernestine Shoop in Trapper John, M.D.
  - Betty Thomas als Lucille Bates in Hill Street Blues

#### Vrouwelijke bijrol in een komische serie
(Outstanding Supporting Actress in a Comedy Series)
- Carol Kane als Simka Dahblitz-Gravas in Taxi
  - Eileen Brennan als Doreen Lewis in Private Benjamin
  - Marla Gibbs als Florence Johnston in The Jeffersons
  - Rhea Perlman als Carla Tortelli in Cheers
  - Loretta Swit als Margaret Houlihan in M*A*S*H

#### Vrouwelijke bijrol in een miniserie
(Outstanding Supporting Actress in a Limited Series or a Special)
- Jean Simmons als Fiona 'Fee' Cleary in The Thorn Birds
  - Judith Anderson als Nurse in Medea
  - Piper Laurie als Anne Mueller in The Thorn Birds
  - Polly Bergen als Rhoda Henry in The Winds of War
  - Bette Davis als Alice Gwynne Vanderbilt in Little Gloria... Happy at Last